# Ольховський Георгій Сергійович
Гео́ргій Сергі́йович Ольхо́вський (8 січня 1989, с. Зарічне, Сімферопольський район, Кримська область, Українська РСР — 23 серпня 2018, с. Старогнатівка, Волноваський район, Донецька область, Україна) — старший лейтенант Збройних сил України, учасник російсько-української війни.

## Біографія
Народився 1989 року в Криму. Після закінчення 8 класів середньої школи № 40 міста Сімферополь навчався у Кримському республіканському ліцеї з посиленою військово-фізичною підготовкою в Алушті. По тому проходив строкову військову службу у 73-му морському центрі в Очакові. Обравши професію військового, продовжив навчання в Національній академії сухопутних військ імені гетьмана Петра Сагайдачного у Львові, яку закінчив на початку війни, у 2014 році. Мешкав з дружиною в місті Луцьк.
З 2014 року брав участь в антитерористичній операції на Сході України, пройшов бої за Дебальцеве, боронив Станицю Луганську та позицію Шахта «Бутівка» біля Донецька.
Старший лейтенант, командир гірсько-штурмової роти 15-го окремого гірсько-піхотного батальйону (в/ч А1778, м. Ужгород) 128-ї окремої гірсько-штурмової бригади.
Загинув від кулі снайпера 23 серпня 2018 року близько 2:00, під час ворожого обстрілу зі стрілецької зброї та великокаліберних кулеметів опорного пункту поблизу села Старогнатівка Волноваського району.
Похований 26 серпня на міському кладовищі Луцька в селі Гаразджа, на Алеї почесних поховань.
Вдома у Луцьку залишилася дружина Віта Миколаївна та однорічний син.

## Нагороди та вшанування
Указом Президента України від 23.08.2018 № 239/2018, за особисту мужність і самовіддані дії, виявлені у захисті державного суверенітету та територіальної цілісності України, нагороджений орденом Богдана Хмельницького III ст. (посмертно).